# Philadelphion

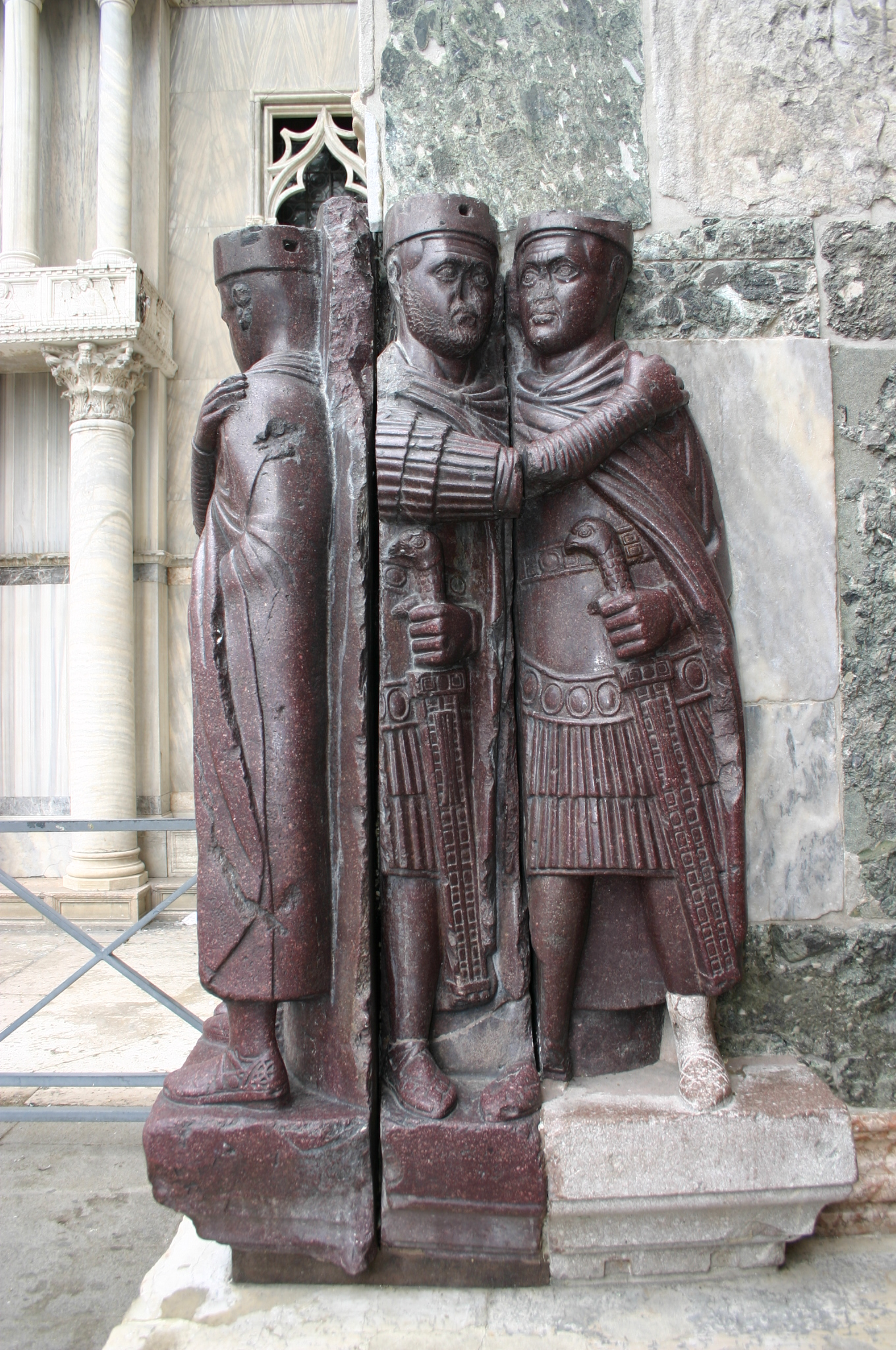
Monumentul tetrarhilor decora intrarea în Philadelphion

Philadelphion a fost o piață publică din Constantinopol (azi Istanbul, Turcia). După ce trecea de Forumul lui Teodosie, Mese Odos (drumul principal al Constantinopolului) se ramifica în două direcții. Un drum ducea la cartierul cunoscut astăzi ca Yedikule, prin cartierele Aksaray și Cerrahpașa. Celălalt drum trecea prin cartierele lui Șehzadebașı și Fatih până la cartierul Edirnekapı (fosta Poartă a lui Charisius). Spațiul în care drumurile se bifurcau a fost gândit să fie centrul fizic (mesomphalos) al orașului.
Statuile tetrarhilor (doi auguști și doi cezari) într-un act de îmbrățișare urmau să fie amplasate pe trunchiurile a două coloane adiacente, împreună cu alte statui. Aceasta era una dintre piețele în care aveau loc ceremoniile procesionale imperiale. Statuile i-ar putea reprezenta pe împărații Dioclețian și Maximian și pe cezarii lor Galerius și Constantius Chlorus. Patria îi identifică ca predecesorii lui Constantin cel Mare.
Piața a rămas intactă până în secolul al VIII-lea. Statuile tetrarhilor au fost furate în timpul Cruciadei a patra din 1204 și aduse la Veneția (un fragment lipsă a fost găsit în apropierea Moscheii Bodrum).